# Tomasz Porębski (rajdowiec)
Tomasz Porębski (ur. 28 kwietnia 1980 w Bielsku-Białej) – polski kierowca rajdowy, Mistrz Polski w klasach A6 i R2B. W sezonie 2009 triumfował w elitarnym ogólnoeuropejskim cyklu Citroen Racing Trophy. Ze sportem motorowym związany na co dzień, współpracując z wieloma zespołami odnosi wiele sukcesów. Współwłaściciel H&P Autosport, firmy zajmującą się obsługą samochodów. 
Podczas kariery startował wieloma samochodami. Były to m.in.: Citroen Ds3 R3max, Citroen C2 R2 Max,Subaru Impreza, Fiat Cinquecento, Peugeot 106, Peugeot 206, Ford Fiesta ST oraz Renault Clio R3.

## Osiągnięcia
- Mistrz Polski w klasie A6 2009
- Mistrz Polski w klasie R2B 2009
- Zwycięzca Citroen Racing Trophy 2009
- Trzecie miejsce w RSMP w klasie A6 2005[1]
- Wicemistrz Pucharu PZM w klasie N1 2003
- 8. Miejsce w klasyfikacji generalnej Rajd Dolnośląski 2009 - Citroen CwR2 Max,
- 4. miejsce w klasyfikacji generalnej drugiego etapu Rajd Dolnośląski 2009 - Citroen C2R2 Max
- Zwycięstwo w klasyfikacji samochodów przednio napędowych oraz w klasie A7 - Rajd Magurski 2008
- Zwycięzca Rajdu Barbórki Warszawskiej w klasie pierwszej 2010